# Antonín Laube
Antonín Laube (německy Anton Laube; 10. listopadu 1718 Most – 24. února 1784 Praha) byl český hudební skladatel a chrámový hudebník.

## Život a dílo
Laube byl nejprve sboristou, poté varhaníkem v Praze. V letech 1769 až 1771 působil jako regenschori v kostele sv. Havla, poté až do své smrti jako katedrální dirigent v katedrále sv. Víta.
Kromě děl chrámové hudby (včetně devíti mší, pěti Te Deum, dvanácti nešpor, litanií a mešních proprií) složil symfonii, koncert pro anglický roh, devět dechových partů a několik oper.

## Opery
- Kapelník a žák (německy Der Capellmeister und die Schülerinn), 1768
- Matz und Anne, 1772
- Italský kuchař v Janově (německy Der italiänische Garkoch zu Genua), 1777
- Studovaný lovec (německy Der studirte Jäger), 1777
- Deukalion und Pyrrha, 1777
- Pierre und Narciß, 1777